# Tanga (stad)

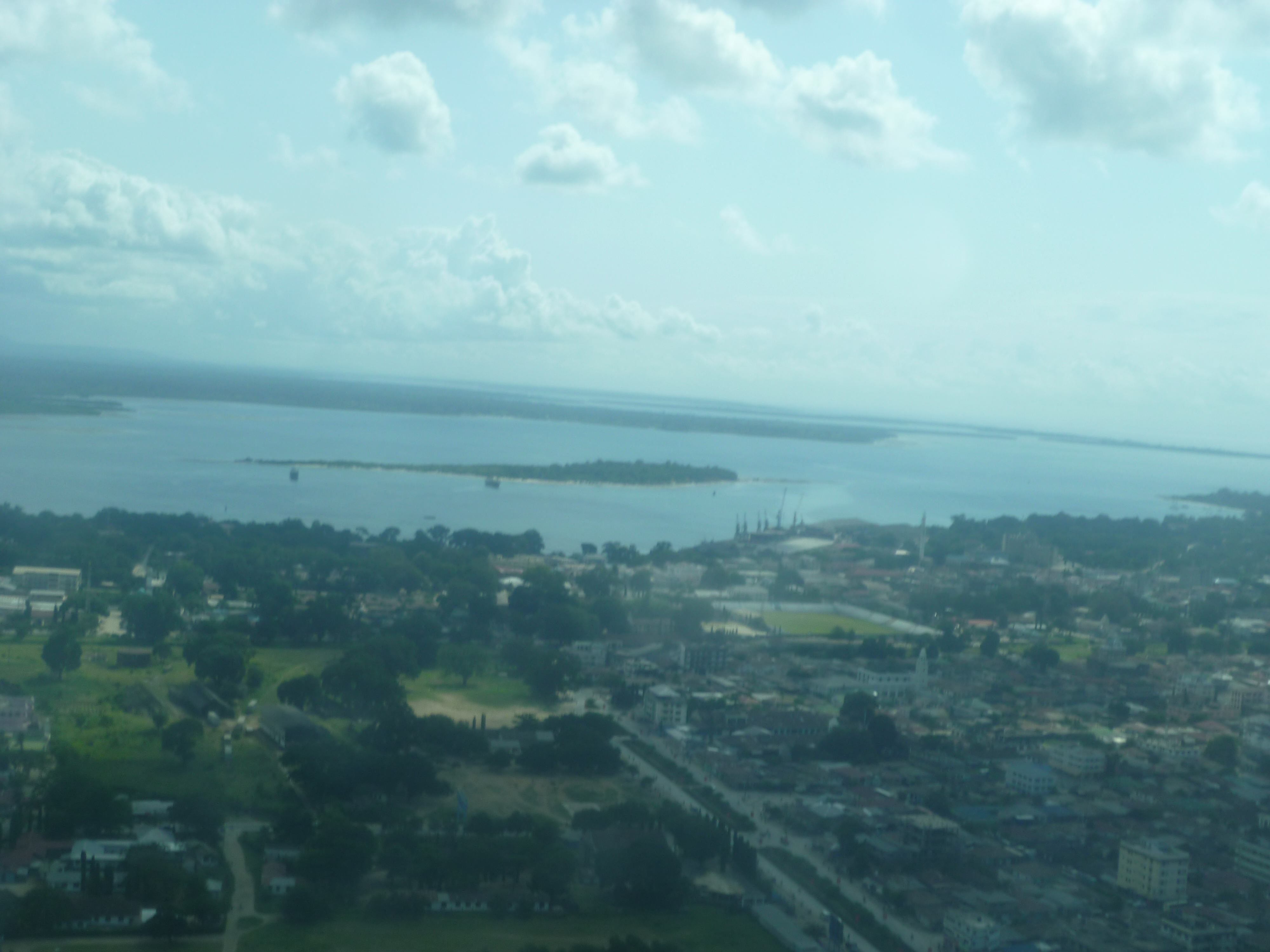
Tanga

Tanga is een stad in het noordoosten van Tanzania. Ze is de meest noordelijke zeehavenstad van het land en is tevens de hoofdstad van het gelijknamige district en de gelijknamige regio. De stad telt 250.000 inwoners (2024) en is daarmee een van de grootste steden van Tanzania. 

## Geografie
De havenstad ligt vlak bij de grens met Kenia aan de Indische Oceaan. Tanga ligt aan de zeeëngte tussen het vasteland en het eiland Pemba, dat circa 50 kilometer uit de kust ligt. Tanga ligt op 45 kilometer van de stad Pangani. Enkele kilometers in het binnenland wordt het terrein heuvelachtig. Deze heuvels tot 300 meter gaan in het binnenland over in het Nguru- en het Usambaragebergte.
De Amboni Caves liggen slechts 8 kilometer buiten de stad. Dit zijn de grootste kalksteengrotten van Oost-Afrika.

## Geschiedenis
In de heuvels buiten Tanga zijn sporen van bewoning uit de ijzertijd gevonden. De stad zelf werd gesticht in de 14e eeuw door Perzische handelaars. In de 16e en 17e eeuw stichtten inheemse Shamba koninkrijken in het binnenland. In de 18e eeuw werd de kust geplunderd door Arabieren uit Oman. Arabisch en Swahili sprekende handelaren maakten in de eerste helft van de 19e eeuw van Tanga een centrum voor de handel in ivoor en slaven.
De slavenhandel werd door de Europeanen afgeschaft. Zij stichtten missieposten in het gebied. Vanaf 1880 werd het gebied een Duits protectoraat en vervolgens een kolonie. In de jaren 1890 moderniseerden de Duitsers de haven en legden de spoorlijn naar Moshi aan. Vanuit de haven van Tanga werden koffiebonen en sisal geëxporteerd. Vanaf 1917 kwam Tanga onder Brits bestuur. Zij zorgden voor een spoorverbinding met Dar es Salaam. In 1922 werd in de stad de Tanganyika Territory African Civil Services Association gesticht, een vroege zwarte politieke organisatie.

## Economie
Via de haven van Tanga wordt voornamelijk  koffie, thee en katoen geëxporteerd. Door de uitbouw van de haven van Dar es Salaam heeft de haven van Tanga aan belang verloten. Er gaan veerboten naar het eiland Pemba. Via een belangrijke spoorverbinding komen goederen uit Dar es Salaam en het binnenland van Tanzania. De haven van Tanga is ook het eindpunt van de geplande Oost-Afrikaanse oliepijpleiding.
Tanga heeft ook een luchthaven.

## Religie
Sinds 1958 is Tanga de zetel van het (rooms-katholieke) bisdom Tanga.